# The Kitahama
The Kitahama (яп. ザ・キタハマ, укр. Кітахама) — один з найвищих хмарочосів Осаки, найвищий житловий будинок Японії. Розташований у першому кварталі Тюоку-ку (район Тюоку), місті Осака префектурі Осака. Хмарочос також називають Кітахама-тава (北浜タワー; вежа Кітахама).
Споруджувався у вересні 2006 — березні 2009.